# Szubin (gmina)
Pour la ville, voir Szubin.
Szubin est une gmina mixte du powiat de Nakło, Couïavie-Poméranie, dans le centre-nord de la Pologne. Son siège est la ville de Szubin, qui se situe environ 18 km au sud-est de Nakło nad Notecią et 21 km au sud-ouest de Bydgoszcz.
La gmina couvre une superficie de 332,09 km2 pour une population de 22 691 habitants.

## Géographie
Outre la ville de Szubin, la gmina inclut les villages d'Ameryczka, Bielawy, Brzózki, Chobielin, Chomętowo, Chraplewo, Ciężkowo, Dąbrówka Słupska, Drogosław, Gąbin, Głęboczek, Godzimierz, Grzeczna Panna, Jeziorowo, Kołaczkowo, Koraczewko, Kornelin, Kowalewo, Królikowo, Łachowo, Mąkoszyn, Małe Rudy, Nadjezierze, Nadkanale, Niedźwiady, Olek, Pińsko, Podlaski, Retkowo, Rynarzewo, Rzemieniewice, Samoklęski Duże, Samoklęski Małe, Skórzewo, Słonawy, Słupy, Smarzykowo, Smolniki, Stanisławka, Stary Jarużyn, Suchy Pies, Szaradowo, Szkocja, Szubin-Wieś, Trzciniec, Tur, Wąsosz, Wojsławiec, Wolwark, Wrzosy, Wymysłowo, Zalesie, Zamość, Zazdrość, Żędowo, Zielonowo et Żurczyn.
La gmina borde les gminy de Białe Błota, Kcynia, Łabiszyn, Nakło nad Notecią et Żnin.